# Старе Буди-Радзейовські
Старе Буди-Радзейовські (пол. Stare Budy Radziejowskie) — село в Польщі, у гміні Радзейовиці Жирардовського повіту Мазовецького воєводства.
Населення — 52 особи (2011).
У 1975-1998 роках село належало до Скерневицького воєводства.

## Демографія
Демографічна структура станом на 31 березня 2011 року:
|          | Загалом | Допрацездатний вік | Працездатний вік | Постпрацездатний вік |
| -------- | ------- | ------------------ | ---------------- | -------------------- |
| Чоловіки | 22      | 1                  | 16               | 5                    |
| Жінки    | 30      | 7                  | 13               | 10                   |
| Разом    | 52      | 8                  | 29               | 15                   |